# Boss LS-2 Line Selector
Boss LS-2 Line Selector är en effektpedal för gitarr, tillverkad av Roland Corporation under varumärket Boss från 1991. Effektpedalen tillverkas i Taiwan.

## Historia
Boss LS-2 Line Selector är en strömförsörjningspedal med dubbla effektloopar från Boss. Den kan förse flertalet andra pedaler med ström när den drivs med en strömadapter. Boss LS-2 Line Selector har en sexlägesswitch för att växla och kombinera de olika effektlooparna, samtidigt som den har ställbara nivåer för varje effektloop.
| Läge               | Beskrivning                                                                             |
| ------------------ | --------------------------------------------------------------------------------------- |
| A ↔ B              | Växlar mellan effektloop A (grön) och effektloop B (röd)                                |
| A ↔ Bypass         | Växlar mellan effektloop A (grön) och ren signal                                        |
| B ↔ Bypass         | Växlar mellan effektloop B (röd) och ren signal                                         |
| A → B → Bypass     | Växlar mellan effektloop A (grön) och effektloop B (röd) och ren signal                 |
| A + B mix ↔ Bypass | Växlar mellan effektloop A (grön) kombinerat med effektloop B (röd) och ren signal      |
| Output select      | Växlar mellan utgångarna Send A, Send B och Output, t.ex. vid byte av flera förstärkare |